# 幹葉表示
幹葉表示（みきはひょうじ、かんようひょうじ、英: stem-and-leaf display）は確率分布を可視化するヒストグラムに似た、定量データのインフォグラフィックの一種である。
ヒストグラムとは異なり、最低2桁の数値が昇順に並び、順序ベース推論とノンパラメトリック手法を使用している。
基本的には2列が縦線で区切られ、左列に幹が、右列に葉が記載される。

## 方法
観測データを昇順に並べ替えた、以下の数値があるとする。
```
44 46 47 49 63 64 66 68 68 72 72 75 76 81 84 88 106
```

次に、幹葉が示すものを決める。
一般的に、葉には最小の1桁が、幹には他の桁数が含まれる。
桁数が多い場合は、四捨五入した最小桁数（例えば、百の位）を葉に、
残りの桁数が幹に使用される。
この例では、葉は一の位を表し、幹は（十の位以上）の残りを表す。
縦線で隔てた2列で描画され、幹は左側に葉は右側に一覧表示される。
幹の右側に葉が無い、または同じ値が複数（この例では72）ある場合は、省略することなく記載すべきである。
```
 4 | 4 6 7 9
 5 |
 6 | 3 4 6 8 8
 7 | 2 2 5 6
 8 | 1 4 8
 9 | 
10 | 6
key: 6|3=63
leaf unit: 1.0
stem unit: 10.0
```

次の例では四捨五入及び負数を使用するが、負数は正数の前に並び、少数は丸められる。
```
-23.678758, -12.45, -3.4, 4.43, 5.5, 5.678, 16.87, 24.7, 56.8 
-2 | 4
-1 | 2
-0 | 3
 0 | 4 6 6 
 1 | 7
 2 | 5
 3 | 
 4 | 
 5 | 7
key: -2|4=-24
```

## 使用法
閲覧者に分布数の概要を示し、データの相対密度と形状を表示する場合に有用である。
外れ値の強調や最頻値の検索に役立つ他、多くの場合に完璧な整合性と生の数値データ（の大半）を保持する。
しかし、適度な桁数（15〜150前後のデータ点）の場合のみ有効であり、
非常に小さなデータを決定的な分布特性の確立に使用した際には、殆ど役に立たないのでドットプロットの使用が望ましい。
逆に大数の、表示結果は非常に雑然としたものになり、箱ひげ図又はヒストグラムは、データが大きいほど適している。